# آبچلیک سوت‌زن سرگردان
آبچلیک سوت‌زن سرگردان (نام علمی: Heteroscelus incanus) نام یک گونه از سرده مرغ جوگندمی است.